# Großes Festspielhaus de Salzburgo
El Großes Festspielhaus (literalmente, Gran Casa de los Festivales) de Salzburgo es una sala de conciertos y teatro de ópera que se encuentra en el casco antiguo de la ciudad de Salzburgo, en Austria. Desde 1960 hasta 1962 fue conocido como Neues Festspielhaus. Es la sede de los Festivales de Salzburgo.
Se construyó a partir de un proyecto del arquitecto austriaco Clemens Holzmeister, también responsable de otros dos espacios escénicos del Festival: El Kleines Festspielhaus, de 1925 (actualmente conocido como Haus für Mozart) y la Felsenreitschule, de 1926, construida sobre la escuela de equitación de los arzobispos de Salzburgo. Los trabajos comenzaron a partir de 1956, cuando se extrajeron 55.000 m³ de piedra de la ladera del monte Mönchsberg para dejar sitio para la enorme caja escénica, que con 100 metros de anchura es una de las mayores del mundo. La profundidad del escenario es de 25 m, y la boca tiene una anchura de 30 m y una altura de 9 m. Se puede utilizar indistintamente para representaciones operísticas, o para conciertos sinfónicos, cubriendo el foso de la orquesta. El auditorio es de planta cuadrada, con 35 metros de lado, y dispone de 2.179 asientos. Desde la entrada principal, el público accede a la sala por cinco grandes puertas de bronce. El arquitecto hizo uso de materiales locales, como el propio conglomerado extraído del Mönchsberg o la caliza de Adnet. La sala está iluminada por lámparas de cristal de Murano. Todo el edificio está decorado con diversas obras de arte.
El teatro se inauguró el 26 de julio de 1960 con la interpretación de El caballero de la rosa, con la Orquesta Filarmónica de Viena dirigida por Herbert von Karajan. Con ello se quiso dar homenaje a tres de las más importantes personalidades de la historia del Festival: el compositor Richard Strauss, el libretista Hugo von Hofmannsthal y el director teatral Max Reinhardt.
Durante los festivales de verano de Salzburgo, el Großes Festspielhaus suele alojar las dos principales producciones escénicas de ese año, además de la mayoría de los conciertos sinfónicos. En el Festival de Pentecostés y en el festival de Pascua también presenta una producción de ópera en cada uno de ellos, y conciertos sinfónicos.